# 貴柳みどり
貴柳 みどり（たかやぎ みどり、8月7日 - ）は、元宝塚歌劇団宙組の女役。元宙組副組長。
兵庫県川西市、川西明峰高等学校出身。身長159cm。血液型O型。愛称は「ポッポ」。

## 来歴
1983年、宝塚音楽学校入学。
1985年、宝塚歌劇団に71期生として入団。入団時の成績は26番。花組公演「愛あれば命は永遠に」で初舞台。その後、星組に配属。
1997年10月1日付で花組へと組替え。
2002年6月24日付で宙組へ組替えし、宙組副組長に就任。
2005年4月3日、「ホテル ステラマリス／レヴュー伝説」東京公演千秋楽をもって、宝塚歌劇団を退団。
退団後は2007年よりオープンしたホテル「レム日比谷」の支配人に就任。

## 宝塚歌劇団時代の主な舞台

### 初舞台
- 1985年3 - 5月、花組『愛あれば命は永遠に』（宝塚大劇場のみ）

### 星組時代
- 1989年9月、『ベルサイユのばら -フェルゼンとマリー・アントワネット編-』新人公演：シッシーナ公爵夫人（本役：城火呂絵）
- 1990年5月、『メイフラワー』新人公演：ナンシー／『宝塚レビュー 90』
- 1990年9月、『シティライト・メロディ』（バウ）シュザンヌ・ジル
- 1991年1月、『パール・ジョーイ』（バウ）サンドラ
- 1991年8月、『恋人たちの肖像』ベルタ／『ナルシス・ノアール』（東京宝塚劇場）
- 1991年11月、『紫禁城の落日』新人公演：麗華（本役：邦なつき）
- 1994年7月、『花扇抄』／『扉のこちら』／『ミリオン・ドリームズ』（ロンドン）
- 1996年1月、『黄色いハンカチ』（バウ）クレア
- 1997年1月、『武蔵野の露と消ゆとも』（バウ・東京特別）滝山
- 1997年5月、『誠の群像 -新撰組流亡記-』お梅／『魅惑Ⅱ -ネオ・エゴイスト-』

### 花組時代
- 1997年12月、『ザッツ・レビュー』（東宝）勝子
- 1998年2月、『ザッツ・レビュー』（中日）勝子
- 1998年3月、『ヴェロニック』（バウ・東京特別）セレスト
- 1998年5月、『SPEAKEASY』シーリア
- 1999年1月、『夜明けの序曲』お島
- 1999年3月、『冬物語』（バウ）お袖
- 1999年6月、『ロミオとジュリエット 99』（バウ）キャピュレット夫人
- 2000年1月、『冬物語』（バウ・東京特別）お袖
- 2000年4月、『源氏物語 あさきゆめみし』六条の御息所／『ザ・ビューディーズ』
- 2000年6月、『宝塚 雪・月・花』／『サンライズ・タカラヅカ』（ベルリン公演）
- 2000年9月、『トム・ジョーンズの華麗なる冒険』（バウ・東京特別）ジェニィ・ウォーターズ
- 2000年11月、『～夢と孤独の果てに～ルードヴィヒⅡ世』コジマ・ビューロー／『Asian Sunrise』
- 2001年4月、『マノン』（バウ・東京特別）オリベイラ夫人
- 2001年7月、『ミケランジェロ -神になろうとした男-』カテリーナ／『VIVA!』
- 2001年12月、『カナリア』（ドラマシティ・東京特別）アイリス
- 2002年3月、『琥珀色の雨にぬれて』イヴォンヌ／『Cocktail-カクテル-』

### 宙組時代
- 2002年7月、『鳳凰伝 -カラフとトゥーランドット-』役人／『ザ・ショー・ストッパー』
- 2002年12月、『聖なる星の奇蹟 -いつか出会う君に-』（ドラマシティ・東京特別）グレタ
- 2003年2月、『傭兵ピエール -ジャンヌ・ダルクの恋人-』アニエス／『満天星大夜總会』
- 2003年8月、『里見八犬伝』（バウ・東京特別）蟇田玉梓
- 2003年10月、『白昼の稲妻』ギャレンティーヌ／『テンプテーション! - 誘惑 -』
- 2004年5月、『ファントム』マダム・ドリーヌ（バレエ教師）
- 2004年10月、『風と共に去りぬ』（全国ツアー）ミード夫人
- 2005年1月、『ホテル ステラマリス』サリー・ブランシェット／『レビュー伝説』 退団公演